# Lutz Heidemann
Lutz Heidemann (* 29. Mai 1938 in Dresden) ist ein deutscher Architekt, Stadtplaner und Bauhistoriker, der bis zu seiner Verrentung 2000/2001 als Stadtplaner und zeitweilig auch als Denkmalpfleger in der kommunalen Bauverwaltung der Stadt Gelsenkirchen arbeitete. Schon früh engagierte er sich als Bau- und Stadthistoriker in Gelsenkirchen und im Ruhrgebiet. Sein Wirken trug nachhaltig zum Erhalt mehrerer städtebaulich interessanter Gebäude in Gelsenkirchen bei. Lutz Heidemann ist Mitglied beim „Forum Geschichtskultur an Ruhr und Emscher e.V.“ und war 1982 zusammen mit Walter Ollenik aus Hattingen Gründer des „Arbeitskreises der Unteren Denkmalbehörden im Ruhrgebiet“.

## Leben
1956 verließ Heidemann allein und noch als Schüler die DDR. Sein 13. Schuljahr und Abitur machte er in West-Berlin und begann 1957 an der Technischen Hochschule Aachen ein Studium der Architektur mit den Nebenfächern Kunstgeschichte, Geschichte und Soziologie. 1960 reiste er für baugeschichtliche und landeskundliche Studien für fünf Monate allein durch die Türkei und verschiedene Nahost-Staaten. 1961 erfolgte die Aufnahme in die Studienstiftung des deutschen Volkes. 1961/62 war Heidemann wissenschaftliche Hilfskraft an der Bibliotheca Hertziana in Rom. Seinen Abschluss als Diplom-Ingenieur der Fachrichtung Architektur erwarb er 1967.
Nach einer Anstellung in einem Architekturbüro in Bielefeld und der Tätigkeit als wissenschaftlicher Assistent in der Abteilung für Sozialwissenschaften der Ruhr-Universität Bochum wechselte er 1972 ins Planungsamt der Stadt Gelsenkirchen. Er war dort bis 2000/2001 als Leiter der Abteilung für Vorbereitende Bauleitplanung und als stellvertretender Amtsleiter tätig. Zeitweilig war er auch Leiter der Unteren Denkmalbehörde. Zu seinen Aufgabengebieten gehörten u. a. die Fortschreibung des Flächennutzungsplanes, die Abstimmung mit der Regionalplanung und die Durchführung von Vorbereitenden Untersuchungen gem. § 141 BauGB für Festlegungen von Sanierungs- und Stadterneuerungsgebieten.
Im Zusammenhang mit dem Konflikt um die Bergarbeitersiedlung Flöz Dickebank thematisierte Heidemann zusammen mit Wolfram Schneider die Rolle des Werks- und Genossenschaftswohnungsbaus für die Stadtentwicklung von Gelsenkirchen. Ein Ergebnis war die von der Stadt herausgegebene „Dokumentation von Werkssiedlungen in Gelsenkirchen von Beginn der Industrialisierung bis 1933“ (1980, 3. Aufl.).
Parallel dazu stellte Heidemann seine Dissertation „Gruppenspezifisches Wohnverhalten. Ergebnisse einer architektursoziologischen Untersuchung in Bochum-Querenburg.“ fertig und wurde damit 1977 zum Dr. rer. soc. promoviert.

## Leistungen
Aufgrund seiner beruflichen Erfahrungen im Städtebau und seinem privaten Interesse an Kunstgeschichte, Baugeschichte und Denkmalpflege entwickelte Heidemann sein Engagement für den Erhalt und die angemessene Umnutzung von Baudenkmälern und anderen stadtbildprägenden Anlagen in Gelsenkirchen. Unter seiner Federführung wurden für eine größere Zahl von Siedlungen Gestaltungs- und Erhaltungssatzungen aufgestellt. Während der von 1989 bis 1999 durchgeführten Internationalen Bauausstellung Emscher Park war er an mehreren Gelsenkirchener Projekten beteiligt. Dazu gehörte auch das Stadterneuerungsgebiet Bismarck / Schalke-Nord. Einen besonderen Akzent setzte Heidemann hier mit Öffentlichkeitsarbeit zur Stadtteilgeschichte in Form von Stadtrundgängen. Im Stadtteil Bismarck wurden ab 2000 an über 30 Gebäuden Schilder mit Informationen zur Entstehungs- und Nutzungsgeschichte angebracht. Ähnliche Aktionen wurden durch ihn in der Innenstadt und in Gelsenkirchen-Hassel fortgeführt.
In der Befürchtung, dass wichtige Gelsenkirchener Gebäude abgebrochen oder nicht denkmalgerecht genutzt würden, hat sich Heidemann nicht nur mit Vorträgen, öffentlichen Führungen und wissenschaftlichen Ausarbeitungen an die Öffentlichkeit gewandt, sondern sich auch mehrfach in Bürgerinitiativen und gemeinnützigen Vereinen zur Erhaltung von Denkmälern engagiert. Zu erwähnen ist seine langjährige Vorstandsarbeit bei folgenden Vereinen:
- Förderverein Schloss Horst
- Initiativkreis  Bergwerk Consolidation
- Trägerverein  Schacht Hugo 2
- Bürgerforum Hans-Sachs-Haus

## Persönliches
Lutz Heidemann war mit der Kunsterzieherin und Religionslehrerin Bettina Heidemann (1943–2016) verheiratet. Sie haben drei Kinder.

## Engagement als Weitwanderer
Ab 1987 bis 2004 unternahmen Lutz und Bettina Heidemann zu zweit jährlich fast regelmäßig 10–17-tägige Weitwanderungen in vielen Ländern Europas und auch in der Türkei („Lycian Way“ = Lykischer Weg). 2002 wurde Heidemann Erster Vorsitzender des Vereins „Netzwerk Weitwandern e.V.“. Nach 2008 wechselte er in den erweiterten Vorstand als Redakteur für die Vereinszeitschrift „Wege und Ziele“ ("W.u.Z."). Neben Wanderberichten und -glossen verfasste Heidemann unter der Rubrik „Das besondere Buch“ auch Rezensionen zu verschiedenen Büchern rund um das Thema Wandern.

## Auszeichnungen
- 2004: Ein dritter Preis beim 5. Geschichtswettbewerb des Kommunalverbands Ruhrgebiet und des Forums Geschichtskultur an Ruhr und Emscher („Eile und Weile – Die Geschwindigkeiten des Wandels im Ruhrgebiet“) in der Teilnahme-Kategorie „professionell Arbeitende im Wissenschaftsbereich“[6] für „Dokumentation der Wiederherstellung von Schloß Horst“ (Broschüre, 96 Seiten) und „Beschilderung von Bismarck“ (ca. 30 Tafeln).

- 2013/14: Ein Sonderpreis beim 6. Geschichtswettbewerb („War was? Heimat Ruhrgebiet. Erinnerungsorte und Gedächtnisräume“) für den Beitrag „Baut Städtebilder - Architektur, Städtebau und Baukultur in der Stadt Buer zwischen 1911 und 1928“ und die drei Stadtprofil-Broschüren: „Backstein-Expressionismus“, „Arbeitersiedlungen“ und „Der gebaute Aufbruch – Architektur der 1950er Jahre“.

- 2018: Beim 7. Geschichtswettbewerb („Hau rein! Bergbau im Ruhrgebiet. Alltag. Wissen. Wandel“) erhielt das Buch „100 Jahre St. Michael Gelsenkirchen-Buer-Hassel“, an dem Heidemann als einer der drei Herausgeber maßgeblich beteiligt war, einen 1. Preis in der Kategorie „Initiative, Verein, Werkstatt“.

## Schriften
- Berufsziel: Architektursoziologie. Vorschlag für einen neuen Studiengang. – in: Publik 4/45 vom 7. November 1969.
- Plädoyer gegen die Herzogtümer. Die Bundesrepublik braucht 80 Stadt-Regionen. – in: Publik Nr. 5/12 vom 29. Januar 1971.
- Gruppenspezifisches Wohnverhalten. Ergebnisse einer architektursoziologischen Untersuchung in Bochum-Querenburg. Verlag der Schariothschen Buchhandlung, Essen 1976.
- Denkmalschutz und Denkmalpflege im Ruhrgebiet aus kommunaler Sicht. – in: Bauwelt 1982, Nr. 24 = Stadtbauwelt 74.
- Die Entwicklung der Industriearchitektur in Gelsenkirchen. – in: Hartmut Hering und Michael Klaus (Hrsg.): Und das ist unsere Geschichte. Gelsenkirchener Lesebuch. Asso Verlag, Oberhausen 1984.
- Ortsteilgeschichte Schalke-Nord. (Faltblatt der Stadt Gelsenkirchen) 1990.
- Ortsteilgeschichte Horst-Süd. (Faltblatt der Stadt Gelsenkirchen) 1991.
- Der Architekt Bruno Horbelt. – in: Beiträge zur Geschichte Buer – Horst – Gelsenkirchen, Band 17, 1992.
- (mit Elke Olschewski und Wolfram Schneider): Die Siedlung Schüngelberg in Gelsenkirchen. – in: Im Wandel der Zeit. 100 Jahre Westfälisches Amt für Denkmalpflege. Dortmund, Münster 1992.
- Die künstlerische und stadtgeschichtliche Bedeutung der Apostelkirche Buer. – in: Beiträge zur Geschichte Buer – Horst – Gelsenkirchen, Band 18. 1994.
- Der Nordsternpark und seine Umgebung. in: Bundesgartenschau Gelsenkirchen 1997, Gewerbepark Nordstern, Landschaftspark Horst-Heßler. Dokumentation. Hagen 1997.
- (zusammen mit Hans-Georg Hamelmann): Gelsenkirchen, Luftbilder von gestern und heute. Wartberg Verlag, Gudensberg-Gleichen 1998, ISBN 3-86134-466-1.
- Stefan Goch, Lutz Heidemann (Hrsg.): 100 Jahre Bismarck. Ein Stadtteil „mit besonderem Erneuerungsbedarf“. Klartext Verlag, Essen 2001, ISBN 3-89861-039-X.
- Stadt Gelsenkirchen (Hrsg.): Schloß Horst. ardenku Verlag, Hagen 2002, ISBN 3-932070-43-7. (Dokumentation, Gesamtkonzeption, Redaktion und Textbeiträge)
- Das 1927 eingeweihte „Polizeiamt Buer“ als Bauwerk und Dokument der Stadtgeschichte. – in: Stefan Goch (Hrsg.): Städtische Gesellschaft und Polizei. Beiträge zur Sozialgeschichte der Polizei in Gelsenkirchen.Klartext Verlag, Essen 2005.
- Ein Stadtteil mit Geschichte. – in: Ansichten – Bilder und Texte zum Gemeindejubiläum der Ev. Kirchengemeinde Bulmke. Gelsenkirchen 2007.
- Baut Städtebilder – Architektur, Städtebau und Baukultur in der Stadt Buer zwischen 1911 und 1928 – in: Stefan Goch / Gerd Escher (Hrsg.): Buer – Geschichte(n) einer Stadt, Schriftenreihe des Institutes für Stadtgeschichte, Beiträge, Band 16, Essen 2014, S. 251–352, ISBN 978-3 8375-0936-6
- Backstein-Expressionismus in Gelsenkirchen – in: Backstein Baukunst Band V, Zur Denkmalkultur eines Baustoffes, S. 32–41. Monumente Publikationen ISBN 978-3-86795-098-5. (umformulierte Fassung des 2011 beim 6. Internationalen Baukunst Kongress in Wismar gehaltenen Vortrages)
- Ein Stadtteil entsteht – Stadtbaugeschichtliche und architektonische Gedanken zum Wohngebiet Löchterheide in Gelsenkirchen-Buer – in: Beiträge zur Geschichte, Band 34, Hg. Verein für Orts- u. Heimatkunde e.V. Gelsenkirchen-Buer 2019, S. 126–158, ISBN 978-3-9818646-3-2
- Werkssiedlungen in Gelsenkirchen – von Kolonien zu Gartenstädten – in: Restaurator im Handwerk, Fachzeitschrift für Restaurierungspraxis 3/2020, S. 6–11, ISSN 1869-7119
- Die jüdische Gemeinde von Buer und ihr Bethaus an der Maelostraße – Eine Spurensuche, erschienen in der Reihe "Heimat Gelsenkirchen", 2023, ISBN 978-3-00-074030-5